# 16861 Lipovetsky
16861 Lipovetsky (1997 YZ11) là một tiểu hành tinh vành đai chính được phát hiện ngày 27 tháng 12 năm 1997 bởi R. A. Tucker ở Goodricke-Pigott Observatory.